# Shifo (köping i Kina, Henan)
Shifo (kinesiska: 石佛, 石佛镇) är en köping i Kina. Den ligger i provinsen Henan, i den centrala delen av landet, nära eller i provinshuvudstaden Zhengzhou. Antalet invånare är 153 322. Befolkningen består av 70 381 kvinnor och 82 941 män. Barn under 15 år utgör 11,0 %, vuxna 15-64 år 85 %, och äldre över 65 år 3,0 %.
Genomsnittlig årsnederbörd är 604 millimeter. Den regnigaste månaden är juli, med i genomsnitt 133 mm nederbörd, och den torraste är januari, med 5 mm nederbörd.